# Szervesd
Szervesd románul: Zervești, falu Romániában, a Bánságban, Krassó-Szörény megyében.

## Fekvése
Karánsebestől keletre, a Sebes völgyében, a Winilor hegy tövében fekvő település.

## Története
Szervesd nevét 1591-ben említette először oklevél Servesta néven.
1690–1700 között Zervest, 1769-ben Servesti, 1785-ben  Serviescht, 1808-ban Szervestie, Servestie, 1888-ban Szervestye, 1913-ban Szervesd-nek írták.
1591 előtti története nem ismert, azonban 1591-ből fennmaradt adatok szerint az egész Szörényi bánságban egyedül itt már ekkor könyvnyomda is létezett. Az itt működő nyomdász Faber Bonaventura neve is fennmaradt, aki a reformáció ügyét szolgáló vándor nyomdász lehetett, melyre abból lehet következtetni, hogy a Szervestyén nyomatott munkák mind vallásos tartalmúak voltak. Faber Bonaventura halála után örökösei még 1598-ban is folytatták mesterségét.
Szervesd egykor a román-bánsági határőrezred karánsebesi századához tartozott.
Az 1690—1700-as évekből származó összeírás Zervest falut a karánsebesi kerület helységei közt elsorolta fel.
1717-ben az összeírások szerint 66 ház volt a településen. 1769-ben határőri igazgatás alá került.
A trianoni békeszerződés előtt Krassó-Szörény vármegye Karánsebesi járásához tartozott.
1910-ben 742 lakosából 8 német, 725 román volt. Ebből 8 római katolikus, 734 görög keleti ortodox volt.

## Források

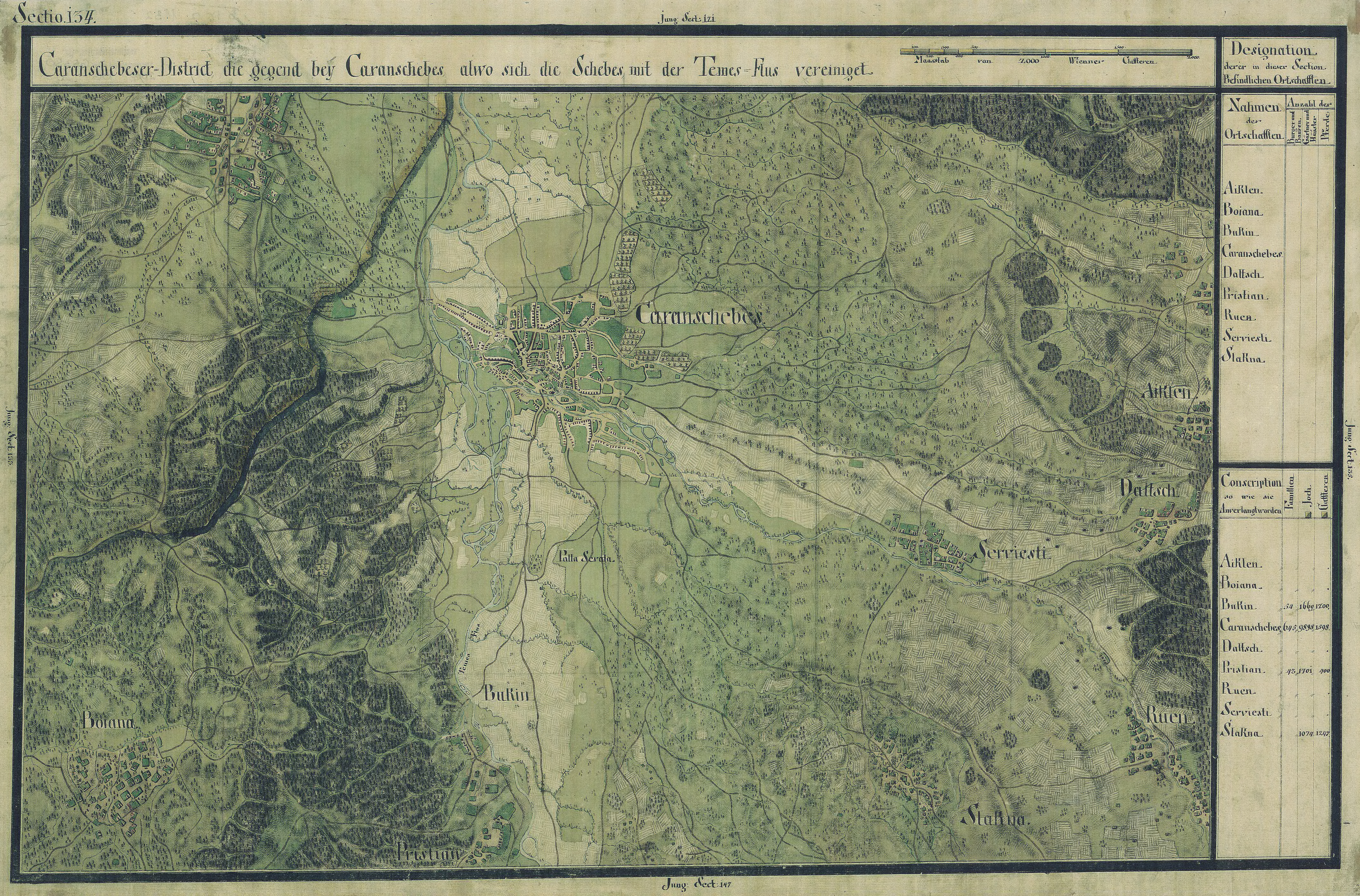
Szervesd egy régi, az 1700-as évekből való térképen